# 1960 en Lorraine
Chronologie de la Lorraine
- 1956
- 1957
- 1958
- 1959
- 1960
- 1961
- 1962
- 1963
- 1964

Cette page est une liste d'événements qui se sont produits durant l'année 1960 en Lorraine.

## Éléments contextuels

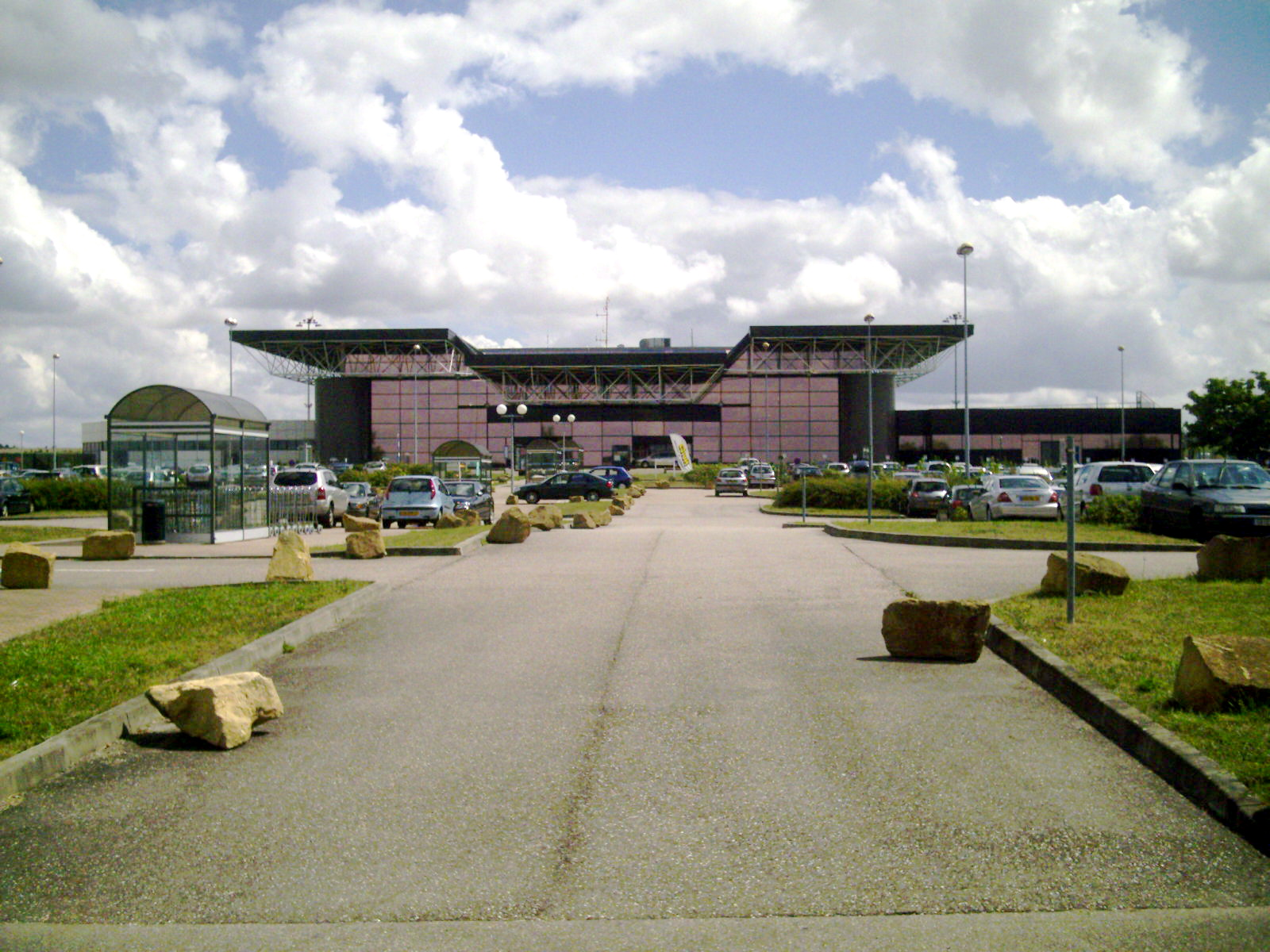
Aeroport Metz-Nancy-Lorraine.

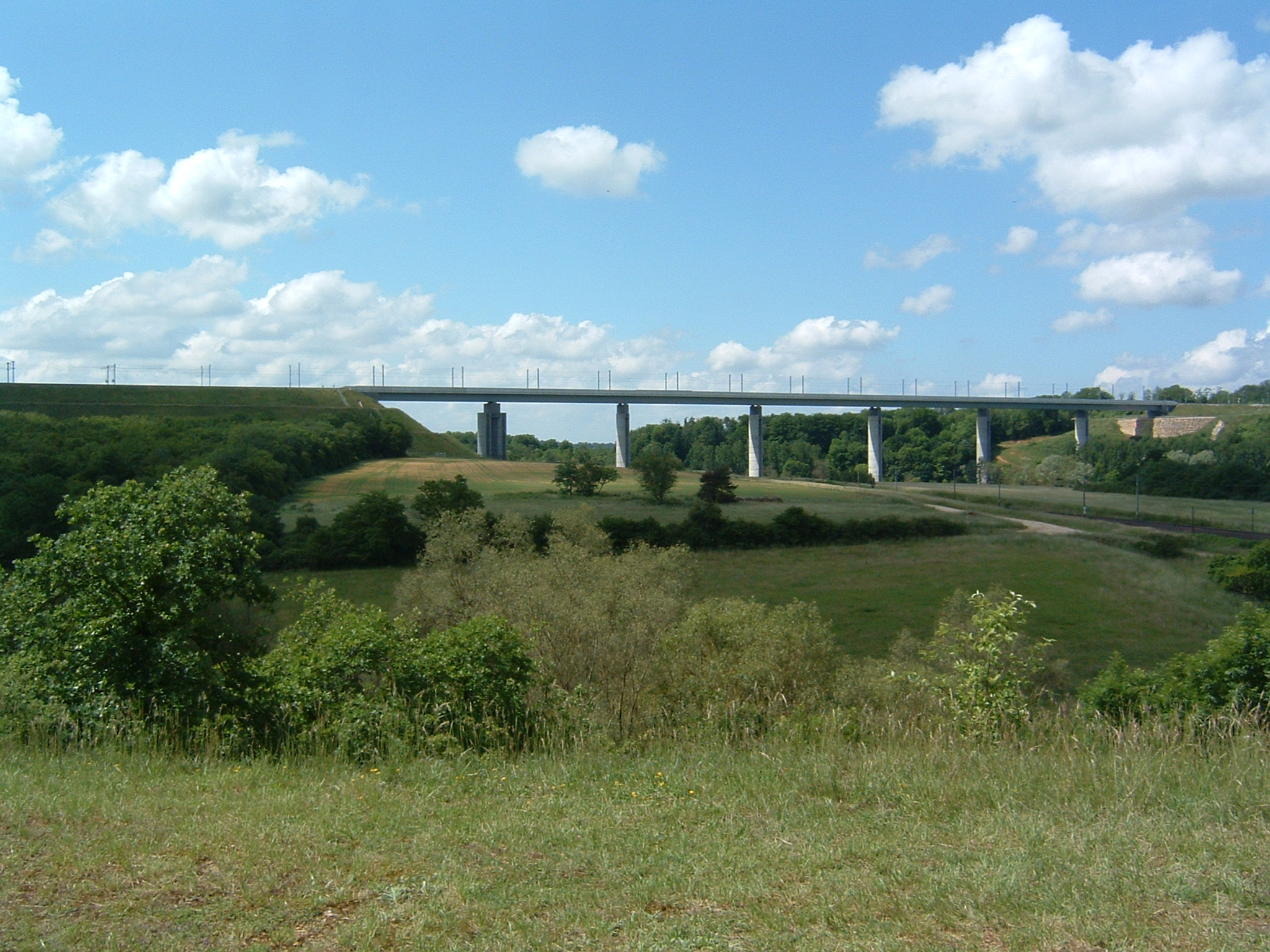
Viaduc de Jaulny sur la LGV Est européenne.

- Dans les années 1960 l’État lance une politique de métropole d'équilibre, le pouvoir politique imposera en Lorraine une conurbation Nancy-Metz-Thionville[1]. L’aéroport Metz-Nancy-Lorraine sera construit à peu près à équidistance, tout comme, plus récemment la LGV Est européenne.
- Dans les années 1960, la Lorraine produit 80% de la fonte française, 65% de l’acier, plus de 50% des produits laminés, 90% du fer et 25% du charbon[2].

## Événements
- La Verrerie-cristallerie de Vannes-le-Châtel fusionne avec les verreries de Bayel, Cristallerie de Portieux, Cristallerie de Vallérysthal et de Fains, pour former la Compagnie Française du Cristal[3], qui après un rachat, en 2000, par Axa Private Equity, le Crédit agricole, Sagem et l’orfèvre Tétard 1860, un dépôt de bilan et une reconstitution en 2003, est devenue, en 2009, une filiale de la Financière Saint-Germain.
- 18 régions de programmes sont créées en France, dont la région Lorraine[4],[5].
- La production annuelle de fer en Lorraine dépasse 62 millions de tonnes, c'est l'apogée de l'extraction du fer dans la région[6].
- La Société des sciences de Nancy change de nom et devient la  Société lorraine des sciences .

- Août 1960 : Colette Quincez est élue reine de la mirabelle[7]

## Inscriptions ou classements aux titre des monuments historiques
- Château Stanislas à Commercy

## Naissances

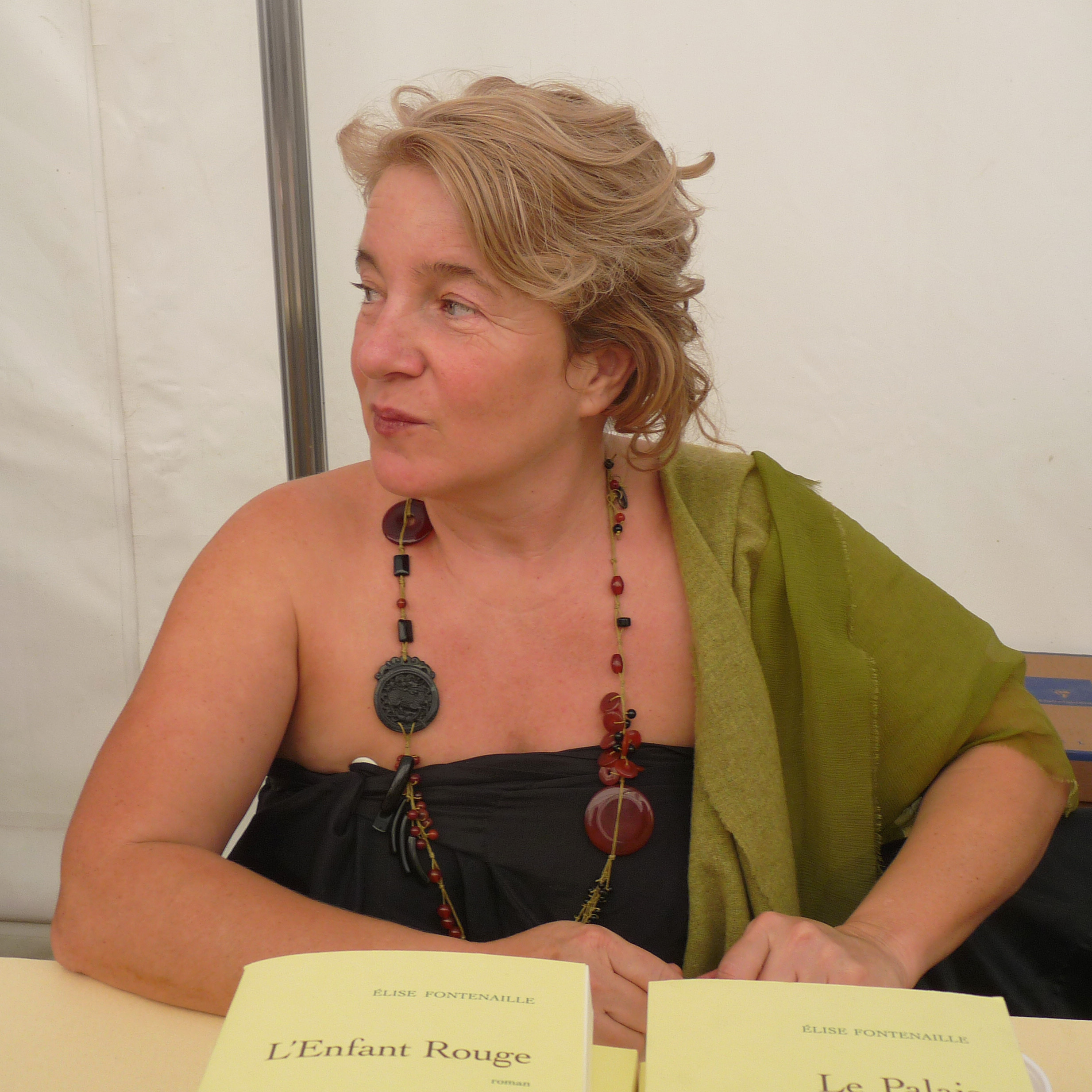
Elise Fontenaille.

- Laurent Jullier, né en 1960 à Laxou, est un théoricien français du cinéma.
- Corinne Lecot, artiste plasticienne née en 1960, à Nomexy en France. Elle vit et travaille à Bruxelles.
- Fabienne Swiatly, née en 1960 à Amnéville en Moselle[8] d’un père polonais et d’une mère allemande[9],  romancière et poétesse française.
- 16 janvier à Épinal : Frédéric Boilet, auteur de bande dessinée, essayiste et photographe français, ayant vécu et travaillé au Japon.
- 24 février à Nancy : Alexandra Schwartzbrod, journaliste, essayiste et auteur français de roman policier.
- 15 janvier à Longwy : Mil Mougenot, né Jean-Louis Christian Mougenot , chanteur, auteur-compositeur-interprète, et luthier français[10],[11],[12].
- 5 février à Nancy : Frédéric Bitzer, joueur français de water-polo en activité dans les années 1980.
- 28 juillet à Nancy : Pascal Remy, ingénieur franco-américain, président-directeur général depuis 2010 du groupe chimique SNF[13],[14].
- 31 juillet à Longwy : Olivier Wozniak, dessinateur et scénariste de bande dessinée belge.
- 6 août à Terville : Pierre Gillet, trompettiste français.
- 16 août à Nancy : Élise Fontenaille, nommée depuis 2015 Élise Fontenaille-N'Diaye[15], auteure française de romans de littérature générale et pour la jeunesse, ainsi que de science-fiction, avec son roman Unica, pour lequel elle a obtenu le prix du Lundi (grand prix de la SF)[16] en 2007 et le prix Rosny aîné en 2008. Elle a aussi obtenu plusieurs autres prix, dont le prix Erckmann-Chatrian, en 2010, pour son ouvrage Les Disparues de Vancouver[17].
- 28 août à Neufchâteau : Jean-Claude Lemoult, footballeur français, . Il joue au poste de milieu de terrain défensif de la fin des années 1970 au début des années 1990.
- 31 août à Morhange  : Lucien Bellavia, footballeur français évoluant au poste d'attaquant.
- 16 novembre  à Jœuf : Damien Carême, homme politique français. Membre du Parti socialiste (PS) puis d'Europe Écologie Les Verts (depuis 2015), il est maire de Grande-Synthe (Nord) de 2001 à 2019 puis député européen depuis mai 2019.
- 29 décembre à Metz : Jean-Luc Thiébaut, joueur français de handball. International aux 144 sélections, il évoluait au poste de gardien de but, et est connu pour avoir entre autres fait partie de l'équipe de France médaillée de bronze aux Jeux olympiques 1992.

## Décès
- 1 février : Amédée Dominique Dieudonné (né en 1890) est un luthier français. Ses instruments se sont vendus en Europe et aux États-Unis[18].
- 15 octobre à Cornimont : Louis Gaillemin, homme politique français de la IIIe République, né le 3 août 1880 à Vagney. Il fut député puis sénateur républicain national des Vosges.